# Kuinemangale
Kuinemangale (en népalais : कुइनेमङ्गले) est un comité de développement villageois du Népal situé dans le district de Myagdi. Au recensement de 2011, il comptait 1 144 habitants.